# Augsburger (Wurst)

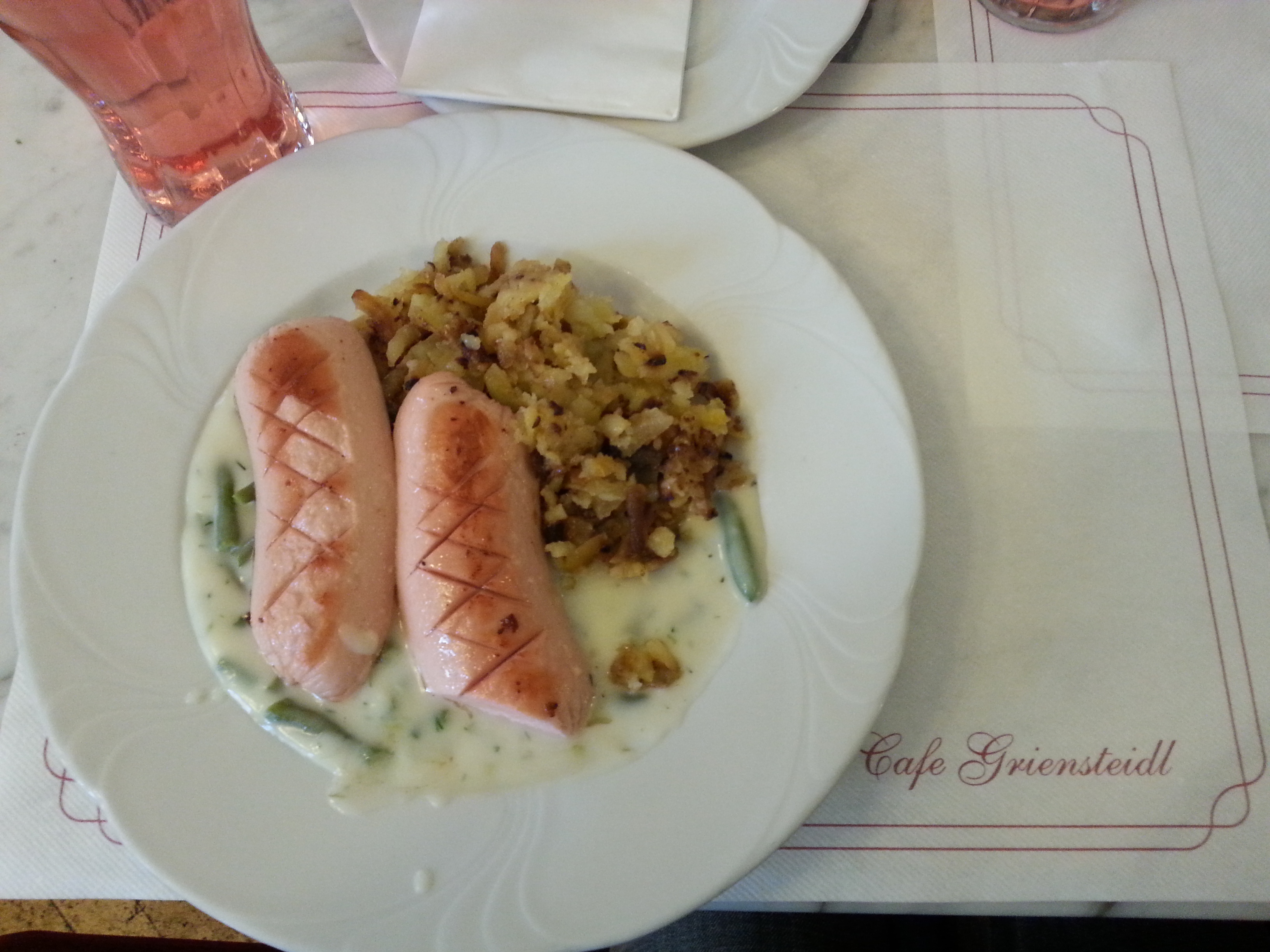
Augsburger

Die Augsburger ist eine Brühwurst, ähnlich der Extrawurst (oder auch der Weißwurst), aus feiner Wurstmasse aus Rind- und Schweinefleisch. In Österreich zählt sie zu den Traditionellen Lebensmitteln.
Die Wurst wird anders als die ähnlich aussehende Knackwurst gebraten. Dazu wird sie zuerst geschält und der Länge nach halbiert. An der Außenseite wird sie kreuzweise eingeschnitten und in Fett gebraten.
Die Wurst ist laut Codex Alimentarius Austriacus Kapitel B14 eine Brätwurst. Sie ist keinesfalls geräuchert. In der Farbe ist sie zarter als die Knackwurst.
In der Praxis gilt die Augsburger in Österreich nicht selten bloß als eine spezielle Zubereitungsart der Knackwurst (geschält, der Länge nach halbiert, kreuzweise eingeschnitten und gebraten). Begründet ist dies darin, dass die Knackwurst bei weitem stärker verbreitet ist als die Augsburger.
Die Augsburger in Oberösterreich unterscheidet sich von der Wiener Variante dahingehend, dass sie aus einem weißen Brät – ähnlich einer Münchner Weißwurst ohne Kräuter – besteht und sich somit deutlich von der Knacker unterscheidet. Sie wird gekocht, gebraten oder paniert, jedoch nicht roh gegessen.

## Geschichte
Bekannt waren Augspurger Würste schon um das Jahr 1725. Dabei hat es sich aber noch um eine feine Rindswurst gehandelt, wie aus einem ausführlich beschriebenen Rezept aus dem Jahr 1771 hervorgeht. Während im 19. Jahrhundert in Wien die Augsburger Würste noch aus reinem Rindfleisch bestehen, werden außerhalb Österreichs Rezepte publik gemacht, die Räuchern und teils Schweinefleisch vorgeben. Auch im Codex alimentarius Austriacus aus dem Jahr 1912 wurden die Augsburger Würste noch als reine Rindswürste geführt.
In der heutigen Form war sie im Codex Alimentarius im Jahr 1913 bereits enthalten. Im Jahr 1930 zählte die Augsburger unter anderen auch zu den wichtigsten Wurstarten Wiens.
Die gleichnamige Wurstsorte in Deutschland geht vermutlich auf die 1930er Jahre zurück. Diese etwas gröbere Wurst wurde für eine Fleischertagung in Augsburg vom Fleischerforscher Kotter kreiert und nach der Stadt benannt.